# Педагошка стварност
Педагошка стварност је тромесечни научно–стручни часопис за школска и културно–просветна питања који је покренуло Педагошко друштво Војводине 1955. године.

## Историја
Часопис „Педагошка стварност” је часопис за школска и културно–просветна питања који излази пуних шездесет година. На основу процене Министарства за науку, технологије и развој Републике Србије од 2002. има карактер публикације од посебног интереса за науку. До 2011. године је излазио пет пута годишње, а од првог броја за 2017. излази два пута годишње, у јуну и децембру, у суиздаваштву са Одсеком за педагогију, Филозофског факултета Универзитета у Новом Саду. У часопису се објављују рецензирани стручни радови, прегледни чланци, изворни научни радови из области педагогије, психологије, дидактичко–методичке и наставне праксе. Радови се уређују по структури „Погледи и мишљења”, „Васпитни рад школе”, „Дидактика и методике”, „Предшколско васпитање и образовање”, „Историја педагогије”, „Прикази и оцене”, „Из страних земаља” и „Примери добре праксе”. Аутори своје радове приређују према детаљним упутствима уредништва, објављују се на српском језику и на језицима националних мањина, а резимеи на енглеском. Радови се прилажу до 1. марта за први број текуће године и до 1. септембра за други број текуће године.

## Редакција
- академик Драго Бранковић, Република Српска
- академик Грозданка Гојков, Србија
- др сц. Софија Врцељ, Хрватска
- др Светлана Куртеш, Велика Британија
- проф. др Љупчо Кеверески, Северна Македонија
- академик Миодраг Милин, Румунија
- проф. др Радован Грандић, Србија
- др Љубо Каурин, Србија
- проф. др Јована Милутиновић, Србија
- проф. др Милица Андевски, Србија
- др Штефан Швец, Словачка
- проф. др Борис Кожух, Пољска
- проф. др Јосип Ивановић, Србија
- проф. др Светлана Шпановић, Србија
- доц. др Мила Бељански, Србија
- доц. др Војин Јованчевић, Србија
- доц. др Нина Бркић Јовановић, Србија
- проф. др Отилиа Велишек Брашко, Србија
- асист. др Станислава Јуришин, Србија
- асист. др Милена Летић, Србија
- асист. др Стефан Нинковић, Србија

## Уредници
- др Славко Кркљуш (1965—1972, 1978—1979)
- Владимир Радошин (1973—1977)
- др Радмило Достанић (1980—1981)
- Раде Родић (1982—1988)
- Чедо Говедарица (1989—2002)
- др Радован Грандић (2003—2014)
- Едита Сакали (2015—2016)
- др Бојана Перић Пркосовачки (2017—)